# Morfometria basata sui voxel
La morfometria basata sui voxel (sigla VBM, dall'inglese voxel based morphometry) è una tecnica di analisi in neuroimaging inventata da Karl Friston e John Ashburner, che consiste nell'investigazione di differenze focali nell'anatomia del cervello, usando l'approccio statistico noto come mappatura statistica parametrica. Nella morfometria tradizionale, il volume dell'intero cervello oppure di alcune aree cerebrali viene misurato evidenziando regioni d'interesse (ROI) sulle immagini fornite dalla scansione cerebrale e calcolando il volume residuo. Comunque questa procedura, che prima del 2000 veniva eseguita manualmente al computer (ancora oggi con programmi come MRIcro e ImageJ) necessita di molto tempo e può fornire misure di aree piuttosto grossolane, ma ha problemi con aree ramificate o variamente distribuite. Le piccole differenze di volume possono non essere apprezzate e certe lesioni non rilevate. La VBM (registratura delle immagini) riconduce ogni cervello a un atlante anatomico elettronico come quello del Montreal Neurological Institute, trascurando la maggior parte delle grosse differenze nell'anatomia del cervello tra le persone. In seguito le immagini del cervello vengono sottoposte a una procedura matematica nota come "smoothing" (ammorbidimento) in maniera che ogni voxel rappresenti la media di sé stesso e dei 26 voxel vicini (in un cubo con 3 x 3 x 3 voxel). Infine, il volume dell'immagine viene confrontato tra i vari cervelli in esame per ogni singolo voxel.

## Storia della VBM

### Studio del volume dell'ippocampo nei tassisti di Londra
Uno dei primi studi di VBM, che ricevette particolare attenzione da parte dei mezzi di comunicazione popolari, era uno studio (eseguito nel 1998-2000) riguardante la struttura dell'ippocampo nei conducenti di taxi nella città di Londra.
L'analisi VBM mostrava che la parte posteriore del lobo dell'ippocampo era mediamente più grande nei tassisti rispetto a soggetti sani di controllo, mentre la porzione anteriore dell'ippocampo risultava più piccola rispetto ai soggetti di controllo. I tassisti di Londra necessitano di buone abilità di navigazione spaziale e le neuroscienze hanno dimostrato che l'ippocampo specialmente quello di destra è specializzato nella navigazione spaziale.

### Prima descrizione della metodica
Una descrizione chiave della metodologia della morfometria basata sui voxel venne fornita dal lavoro scientifico Voxel-Based Morphometry—The Methods - uno tra gli articoli più citati nel giornale NeuroImage. L'approccio abituale per l'analisi statistica è quello univariante della massa (analisi di ciascun voxel separatamente), ma si può anche utilizzare il "riconoscimento di pattern", ad es., per distinguere i pazienti dalle persone sane.

## VBM per determinare l'asimmetria cerebrale
Usualmente la VBM si esegue per esaminare le differenze tra i soggetti, ma dovrebbe anche essere usata per esaminare le differenze neuro-anatomiche tra gli emisferi, rilevando l'asimmetria cerebrale.
Una procedura tecnica per questo tipo di investigazioni potrebbe seguire i seguenti passi:
1. Nella procedura si costruisce specificamente un modello ("template") di un'immagine di un cervello specifico per lo studio di una determinata patologia con un set bilanciato di destrimani e mancini, e di donne e uomini.
2. La costruzione di un template della materia bianca e di quella grigia in base al processo di segmentazione di immagini.
3. La costruzione di template simmetrici di materia grigia e bianca grazie all'effettuazione di una media delle volumetrie ("averaging") degli emisferi cerebrali.
4. La segmentazione e l'estrazione di un'immagine del cervello, separandola dalle ossa e dal resto della testa, ad es., la rimozione dello scalpo nell'immagine finale da analizzare.
5. La normalizzazione spaziale rispetto ai template simmetrici
6. La correzione per il cambiamento di volume (applicando una matrice Jacobiana)
7. Ammorbidimento spaziale ("smoothing").
8. Analisi statistica grazie al modello generale lineare, ad es. con la mappatura statistica parametrica.